# Lacul Cahul
Lacul Cahul (în rusă Кагул, în ucraineană Кагул, pe hărțile anterioare anului 1812 Frumoasa) este un lac fluviatil natural, situat în lunca formată pe cursul inferior al Dunării, în sudul Basarabiei. Ca fost liman maritim la origine, Cahulul prezintă o salinitate reziduală a apei, care variază într-un interval de la 0,8 la 1,5 g/litru. 
Suprafața limanului este împărțită între două state: cea mai mare parte se află în Ucraina (mai exact în Raionul Reni, la est de orașul Reni), dar o mică porțiune, în partea de nord a limanului, i-a rămas republicii Moldova, făcând parte din UTA Găgăuzia.
Suprafața limanului variază sezonier în intervalul 82 - 93,5 km², limanul Cahul fiind unul din cele mai mari lacuri naturale din sud-estul Europei. Adâncimea medie a limanului este de 1,5–2 m, cea maximă fiind de 7 m.  
Partea de sud a limanului este mai largă (având o lățime de până la 11 km și o lungime de 18 km), în timp ce partea de nord este mai îngustă și alungită (lățime - până la 2 km și lungime - 15 km). Temperatura la suprafață a apei poate atinge vara un maxim de 30°C. În sezonul de iarnă, apa îngheață la suprafață.
O porțiune mică (cu o lungime de aproximativ 1 km) din malul nordic al limanului i-a rămas Republicii Moldova. Aici a fost amenajată o stație de alimentare cu apă, care este folosită pentru a iriga câmpiile agricole aflate în apropiere de localitățile Cahul și Giurgiulești.

## Geografia
În partea de nord se varsă râul Cahul, principala sursă de apă a limanului. În primăvară și toamnă, ploile și topirea zăpezilor produc o creștere a suprafeței limanului. 
Malurile nordice ale limanului sunt mai înalte, presărate cu ravene, iar cele sudice sunt joase, mlăștinoase și acoperite cu tufișuri de stuf. Fundul adânc al lacului este format dintr-un strat de aluviuni (loess), iar fundul mai puțin adânc și malurile sunt nisipoase. 
În partea de sud, limanul Cahul este legat de Dunăre și de limanul Uliu mulțumită unor gârle prin care trec peștii. În trecut, limanul Cahul a fost un rezervor unde erau colectate apele Dunării când acestea depășeau cotele de inundații. 

## Flora și fauna
Aflat în lunca Dunării, în apropiere de Delta Dunării, limanul Cahul dispune de o bogată vegetație acvatică (stuf, papură de baltă). Pe malurile limanului își fac cuiburi păsările migratoare. 
Principalele specii de pește care populează apele limanului sunt plătica, somnul, șalăul, știuca și alte specii de pești din specia Cyprinidelor (crapul argintiu, crapul amur etc.). Pescuitul a periclitat din cauza supraexploatării, dar a fost înlocuit prin acvacultură, cu caracter industrial, în apropierea satelor existând ferme piscicole. 
În prezent, sunt luate măsuri pentru a proteja resursele naturale ale limanului, inclusiv prin introducerea de perioade de prohibiție (în care pescuitul este interzis). 

## Notă
1. ↑  La prima independență a Republicii Moldova din 1917, precum și în perioada 28 iunie-20 august 1940, limanul Cahul/Frumoasa a fost integral moldovenesc, aidoma tuturor celorlalte limane basarabene.